# IEEE 802.6
IEEE 802.6 je standard pro sítě Metropolitan Area Network (MAN) specifikovaný americkou organizací ANSI. Jedná se o zdokonalení staršího standardu, který využíval technologii Fiber distributed data interface (FDDI). Ten ztroskotal kvůli jeho drahé implementaci a chybějící kompatibilitě se současnými normami LANu. IEEE 802.6 využívá standard DQDB, který tvoří dvě protisměrné sběrnice.
Tento standard však také ztroskotal, ve většině ze stejného důvodu jako FDDI. Většina sítí MAN v současnosti využívá technologie Synchronous optical network (SONET) nebo Asynchronous Transfer Mode (ATM).